# Myrteta fuscolineata
Myrteta fuscolineata là một loài bướm đêm trong họ Geometridae.